# Grigory Mikhalkin
Grigory Borissovich Mikhalkin (em russo:  Григорий Борисович Михалкин; 19 de julho de 1970) é um matemático russo.
Mikhalkin estudou na Universidade Estatal de São Petersburgo, com o diploma em 1991, aluno de Viatcheslav Kharlamov e Oleg Viro. Obteve um doutorado em 1993 na Universidade Estadual de Michigan, orientado por Selman Akbulut, com a tese Classification of smooth closed manifolds up to blowups, e em 1995 obteve o título de Candidato de Ciências no Instituto de Matemática Steklov, orientado por Oleg Viro, com a tese The complex separation of real surfaces and extensions of Rokhlin congruence for curves on surfaces.. É desde 1993 membro do Instituto de Matemática Steklov de São Petersburgo. No pós-doutorado esteve em 1993/1994 no Instituto de Estudos Avançados de Princeton e em 1994/1995 no Instituto Max Planck de Matemática em Bonn, 1995/1996 na Universidade de Toronto e 1996/1997 no Mathematical Sciences Research Institute (MSRI). A partir de 1997 foi Benjamin Peirce Lecturer  depois professor assistente na Universidade Harvard e em 1999 foi professor associado na Universidade de Utah.
Foi pesquisador convidado no Instituto de Matemática Pura e Aplicada (IMPA) no Rio de Janeiro, no Instituto Mittag-Leffler e no Institut des Hautes Études Scientifiques (IHÉS). Foi palestrante convidado do Congresso Internacional de Matemáticos em Madrid (2006: Tropical Geometry and its applications).

## Obras
- Blowup equivalence of smooth closed manifolds, Topology, Volume 36, 1997, p. 287–299
- Real algebraic curves, moment maps and amoebas, Annals of Mathematics, Volume 151, 2000, p. 309–326, Arxiv
- com H. Rullgard: Amoebas of maximal area, Internat. Math. Res. Notices, Volume 9, 2001, p. 441–451
- com Erwan Brugallé, Ilia Itenberg, Kristin Shaw: Brief introduction to tropical geometry, Gokova Geometry/Topology Conference, 2015, Arxiv
- Introduction to Tropical Geometry (notes from the IMPA lectures in Summer 2007), Arxiv
- Counting curves via lattice paths in polygons, Preprint 2002, Arxiv
- Amoebas of algebraic varieties, Real Algebraic and Analytic Geometry Congress, Rennes 2001, Arxiv
- Editor com Ilia Itenberg, Eugenii Shustin: Tropical algebraic geometry (Oberwolfach Seminars), Birkhäuser, Basel 2007
- Enumerative tropical algebraic geometry in {\displaystyle \mathbb {R} ^{2}}, J. Am. Math. Soc., Volume 18, 2005, p. 313–377
- com I. Zharkov: Tropical curves, their Jacobians and Theta functions, in: Curves and Abelian Varieties, Contemporary Mathematics, Volume 465, 2008, p. 203–230